# Kanton Monts-sur-Guesnes
Der Kanton Monts-sur-Guesnes war bis 2015 ein französischer Wahlkreis im Arrondissement Châtellerault, im Département Vienne und in der Region Poitou-Charentes; sein Hauptort war Monts-sur-Guesnes. Sein Vertreter im Conseil Général des Départements war zuletzt von 2001 bis 2015, zuletzt wiedergewählt 2008, Bruno Belin (UMP). 

## Geografie
Der Kanton lag im Norden des Départements Vienne. Im Westen grenzte er an den Kanton Moncontour, im Norden an den Kanton Loudun, im Norden und Osten an das Département Indre-et-Loire, im Osten an die Kantone Saint-Gervais-les-Trois-Clochers und Lencloître und im Süden an den Kanton Mirebeau. Er lag im Mittel 63 Meter über dem Meeresspiegel, zwischen 47 m in Pouant und 157 m in Chouppes. 

## Gemeinden
Der Kanton umfasste elf Gemeinden:
| Gemeinde          | Einwohner Jahr | Fläche km² | Bevölkerungsdichte | Postleitzahl | Code INSEE |
| ----------------- | -------------- | ---------- | ------------------ | ------------ | ---------- |
| Berthegon         | 291 (2013)     | –          | – Einw./km²        | 86420        | 86023      |
| Chouppes          | 761 (2013)     | –          | – Einw./km²        | 86110        | 86075      |
| Coussay           | 245 (2013)     | –          | – Einw./km²        | 86110        | 86085      |
| Dercé             | 165 (2013)     | –          | – Einw./km²        | 86420        | 86093      |
| Guesnes           | 241 (2013)     | –          | – Einw./km²        | 86420        | 86109      |
| Monts-sur-Guesnes | 732 (2013)     | –          | – Einw./km²        | 86420        | 86167      |
| Nueil-sous-Faye   | 253 (2013)     | –          | – Einw./km²        | 86200        | 86181      |
| Pouant            | 401 (2013)     | –          | – Einw./km²        | 86200        | 86197      |
| Prinçay           | 225 (2013)     | –          | – Einw./km²        | 86420        | 86201      |
| Saires            | 145 (2013)     | –          | – Einw./km²        | 86420        | 86249      |
| Verrue            | 400 (2013)     | –          | – Einw./km²        | 86420        | 86286      |

## Bevölkerungsentwicklung
| 1962 | 1968 | 1975 | 1982 | 1990 | 1999 | 2006 |
| ---- | ---- | ---- | ---- | ---- | ---- | ---- |
| 5482 | 4786 | 4240 | 3992 | 3812 | 3745 | 3725 |